# Dénes Lóránt
Dénes Lóránt (Orosháza, 1929. július 19.–) magyar statikus mérnök. Tervező intézetekben szerkezettervezőként dolgozott, majd 1992-től megalakította a DÉ-LOR Szerkezettervező Kft-t, ahol tulajdonosként irányító tervező.

## Életpályája
Édesapja: dr. Dénes János, orvos, édesanyja: Miklya Dorottya. Az Orosházi Evangélikus Gimnáziumban érettségizett, majd Budapestre került, ahol a Luther Otthonban lakott egészen 1949. június 30-ig, a kollégium akkori bezárásáig. A Pázmány Péter Tudományegyetem, majd átnevezése után az Eötvös Loránd Tudományegyetem matematika–fizika szakára járt, szakosodva átkerült a Műegyetemre, az általános mérnöki karra, ahol hídépítés szakon végzett. 1953-tól 1957-ig a nyíregyházi 6. sz. Mélyépítő Vállalatnál építésvezető, majd a megyei tervezőirodában statikus tervező volt. 1957-től a budapesti LAKÓTERV tervezőintézetben statikus tervezőként folytatta mérnöki tevékenységét. Feladata volt a Rákóczi út 36. árkádosítása, középblokkos, nagyblokkos és vákuumbetonos kísérleti épületek tervezése.
1958-1961 között az Útügyi Kutató Intézet híd osztályán feszített beton és hegesztési témákkal foglalkozott. 1961-1968 között a TIPUSTERV-ben irányító statikus tervezőként a Csepel Csillagtelepen, Debrecenben, a Budafoki úton paneles kísérleti épületeket, majd debreceni és szegedi házgyári épületeket és paneleket tervezett. 1968-tól a LAKÓTERV-ben végzett fontosabb statikus munkái: Salgótarjánban 20 szintes iker-toronyház, mozi, vasszerkezetes vásárcsarnok és megyei könyvtár, Budapesten a Hotel Volga, Hotel Fórum, Hotel Penta, Hotel Novotel, Kongresszusi Központ, a Külügyminisztérium épülete, Irodaházak, a Kelenföldi Városközpontban kereskedelmi acélvázas épületek és a mozi, Pozsonyban a Hotel Bratislava, Hornad, Nitra, Hron, 2700 férőhelyes diákszálló, Brünnben a Hotel Voronyezs.
1992-ben megalakította a DÉ-LOR Szerkezettervező Kft.-t, melynek irányító tervezőjeként dolgozott. Fontosabb munkái: Gundel étterme és az MKB Bank Központi Székházának átalakítása, új épületek: XVII. ker. Polgármesteri Hivatal, Árpád híd pesti hídfőjénél két 15 szintes irodaház, Vodafone székház a Duna parton, a Vörösmarty téri multifunkcionális irodaház.

## Kitüntetések
- Kiváló Munkáért kitüntetések:
  - Építőipari (1971)
  - Belkereskedelmi minisztériumi (1982)
- Munka Érdemrend (1977)
- Csonka Pál-emlékérem (1994)